# Franc cambodgien
Pour les articles homonymes, voir franc.
Le franc cambodgien est une monnaie qui a été utilisée au Cambodge à partir de 1875, au début du protectorat français. Subdivisée en 100 centimes, elle circula à parité avec le franc français, et conjointement, au moins jusqu'en 1880, avec le tical cambodgien,,. 
Frappés en Belgique d'après les dessins de Henri Charles Würden (d), les types conservent toujours le millésime « 1860 » à l'avers. Cette date est celle de l'accession au trône du roi Norodom Ier (1834-1904). Cette série fut en réalité une commande royale : elle lui fut offerte en 1875 et il en disposa au cours de la deuxième moitié de son règne. Elle fut montrée à Paris en 1878 durant l'exposition universelle. Les plus petites subdivisions furent fabriquées à Phnom Penh. Il est possible que certaines de ses pièces, ainsi que de nombreuses médailles fabriquées à cette époque dans le pays (entre autres en or) aient eu le statut de monnaie de prestige. Une refrappe des francs fut effectuée en 1899 à l'occasion de la mort de la mère du roi,.
En 1885, est créée la piastre indochinoise qui va circuler dès lors sur l'ensemble de l'Indochine française, Cambodge inclus. Son taux de change fut fixé à 1 piastre pour 5,37 francs français.

## Émissions monétaires
Furent frappées des pièces de 1, 5, 10 centimes en bronze et en laiton, de 25 et 50 centimes, ainsi que de 1, 2 et 4 francs en argent. Ces pièces portait l'effigie du roi Norodom Ier.
Les légendes en khmer au revers des pièces montrent que : le mot « franc » se dit slèng ; sur la pièce de 50 centimes la légende traduit la valeur en 1 huóng ; sur la pièce de 25 centimes, elle se dit pey ; sur celle de 10 centimes, 1 tien ; enfin sur celle de 5 centimes, 30 cas.
Aucun billet de banque n'a été fabriqué. En revanche, circulaient des traites exprimées en franc français faisant office de lettre de change.